# Luis Villagómez
Luis Alejandro Villagómez Paredes (ur. 15 maja 1994) – ekwadorski zapaśnik walczący w stylu wolnym.
Brązowy medalista mistrzostw panamerykańskich w 2023. Zajął piąte miejsce na igrzyskach boliwaryjskich w 2017 roku.